# Comunidad de comunas Lamballe Comunidad
La Comunidad de comunas Lamballe Comunidad (Communauté de communes Lamballe Communauté en francés), es una estructura intercomunal francesa situada en el departamento francés de Costas de Armor de la región de Bretaña.

## Historia
Fue creada el 31 de diciembre de 2000 con la unión de las once comunas del antiguo cantón de Lamballe, cinco de las diez comunas del antiguo cantón de Moncontour y una de las once comunas del antiguo cantón de Matignon, y que actualmente pertenecen, doce al nuevo cantón de Lamballe y cinco al nuevo cantón de Plénée-Jugon.

## Nombre
Debe su nombre a que sus comunas están en el área de influencia de la comuna de Lamballe.

## Composición
La Comunidad de comunas reagrupa 17 comunas:
| Comuna        | Código INSEE | Cantón       | Población (2012) | Superficie (km²) | Densidad (hab./km²) |
| ------------- | ------------ | ------------ | ---------------- | ---------------- | ------------------- |
| Andel         | 22002        | Lamballe     | 1119             | 12,20            | 92                  |
| Bréhand       | 22015        | Plée-Jugon   | 1507             | 24,95            | 60                  |
| Coëtmieux     | 22044        | Lamballe     | 1662             | 8,02             | 207                 |
| Hénansal      | 22077        | Lamballe     | 1148             | 29               | 40                  |
| La Malhoure   | 22140        | Lamballe     | 513              | 5,02             | 102                 |
| Lamballe      | 22093        | Lamballe     | 12314            | 76,29            | 161                 |
| Landéhen      | 22098        | Lamballe     | 1363             | 11,80            | 116                 |
| Meslin        | 22151        | Lamballe     | 1008             | 13,92            | 72                  |
| Morieux       | 22154        | Lamballe     | 946              | 7,55             | 125                 |
| Noyal         | 22160        | Lamballe     | 848              | 6,80             | 125                 |
| Penguily      | 22165        | Plénée-Jugon | 625              | 10,49            | 60                  |
| Pommeret      | 22246        | Lamballe     | 2028             | 13,35            | 152                 |
| Quintenic     | 22261        | Lamballe     | 339              | 7,50             | 45                  |
| Saint-Glen    | 22296        | Plénée-Jugon | 603              | 11,51            | 52                  |
| Saint-Rieul   | 22326        | Lamballe     | 510              | 6,37             | 80                  |
| Saint-Trimoël | 22332        | Plénée-Jugon | 458              | 8,35             | 55                  |
| Trébry        | 22345        | Plénée-Jugon | 825              | 25,12            | 33                  |

## Competencias
La comunidad es un organismo público de cooperación intercomunal.
Sus recursos provienen del impuesto sobre los rendimientos del trabajo único, del sistema de contribuciones que se aplica a los residuos y asignaciones y subvenciones de diversos socios.
Sus competencias en general se centran en el desarrollo económico, medio ambiental, de empleo y los servicios comunitarios a los habitantes:
- Ordenación del Territorio
  - Plan de Coherencia Territorial (SCOT, en francés) (a título obligatorio).
  - Plan Sectorial (a título obligatorio).
- Desarrollo y organización económica
  - Acción de desarrollo económico de las actividades industriales, comerciales o de empleo, (apoyo de las actividades agrícolas y forestales...) (a título obligatorio).
  - Creación, organización, mantenimiento y gestión de zonas de actividades industriales, comerciales, terciario, artesanal o turístico (a título obligatorio).
- Desarrollo y organización social y cultural
  - Actividades culturales y socioculturales (a título facultativo).
  - Actividades deportivas (a título facultativo).
  - Construcción y/u organización, mantenimiento, gestión de equipamientos o establecimientos culturales, socioculturales, socioeducativos, deportivos… (a título optativo).
  - Transporte escolar (a título facultativo).
- Medio ambiente
  - Saneamiento no colectivo (a título facultativo).
  - Recogida y tratamiento de los residuos urbanos y asimilados (a título optativo).
  - Protección y valorización del Medio Ambiente (a título optativo).
- Vivienda y hábitat
  - Programa local del hábitat (a título optativo).
- Servicio de vías públicas
  - Creación, organización y mantenimiento del servicio de vías públicas (a título optativo).
- Otros
  - Adquisición comunal de material (a título facultativo).
  - Informática, Talleres vecinales (a título facultativo).